# Antyle Holenderskie na Letnich Igrzyskach Olimpijskich 1972
Antyle Holenderskie na Letnich Igrzyskach Olimpijskich 1972 reprezentowało 2 zawodników, byli to sami mężczyźni.

## Podnoszenie ciężarów
Mężczyźni
- Roberto Lindeborg

Waga kogucia - 19. miejsce

## Strzelectwo
Mężczyźni
- Bèto Adriana

Karabin małokalibrowy leżąc 50 m - 100. miejsce